# イゴール・マトビッチ
イゴール・マトビッチ（スロバキア語:  Igor Matovič、1973年5月11日 - ）は、スロバキアの政治家。元首相。

## 経歴
反汚職を掲げ、2011年に中道右派政党、普通の人々を設立。
2020年の国民議会選挙では、議会全体の25.02%となる53議席を獲得して第一党となり、3月21日にズザナ・チャプトヴァー大統領から首相に任命された。
2021年3月31日、ロシア製の新型コロナウイルスワクチン「スプートニクV」の購入など、新型コロナウイルス対策をめぐって連立政権内で対立が続いていることを受け、首相辞任を表明。後任の首相には、同じく普通の人々所属のエドゥアルド・ヘゲル財務大臣が就任し、自身は財務大臣に就任した。